# Cardiosace callima
Cardiosace callima is een vlinder uit de familie van de uilen (Noctuidae). De wetenschappelijke naam van de soort is voor het eerst geldig gepubliceerd in 1911 door Bethune-Baker.